# ريسا ساراسواتي
ريسا ساراسواتي (بالإنجليزية: Risa Saraswati)‏ (ولدت في 24 فبراير 1985) هي مغنية، وكاتبة أغاني إندونيسية من أصل سوداني. كانت مغنية رئيسية سابقة وعضو مؤسس في فرقة إندونيسية تسمى Homogenic (تسمى اليوم HMGNC). في عام 2009 ، أعلنت ساراسواتي استقالتها من الفرقة لكي تقوم بتشكيل فرقة جديدة أطلقت عليها اسم «ساراسفاتي». وفي عام 2012 ، ألفت كتابها الأول بعنوان Danur الذي أُنتج منه ثلاثة أفلام .

## فيلم
- 2017: Danur
- 2018: Danur 2: Maddah
- 2018: Rasuk
- 2018: Silam
- 2019: Danur 3: Sunyaruri
- 2020: Rasuk 2